# Jovica Filipović
Jovica Filipović (Servisch: Јовица Филиповић) (1963 - ) is een Servisch politicus.
Jovica Filipović was van 12 april tot 6 december 2001 Prefect van het Kosovo District, de naam van Kosovo als Autonome Provincie Kosovo en Metohija (1990-1999) en tijdens het bestuur van de Interim Administration Mission in Kosovo van de Verenigde Naties (UNMIK), als oppositie tegen het VN-bestuur. Zijn voorganger was Veljko Odalović en hij werd opgevolgd door Dragan Velić.